# خزيمة قطب الدين

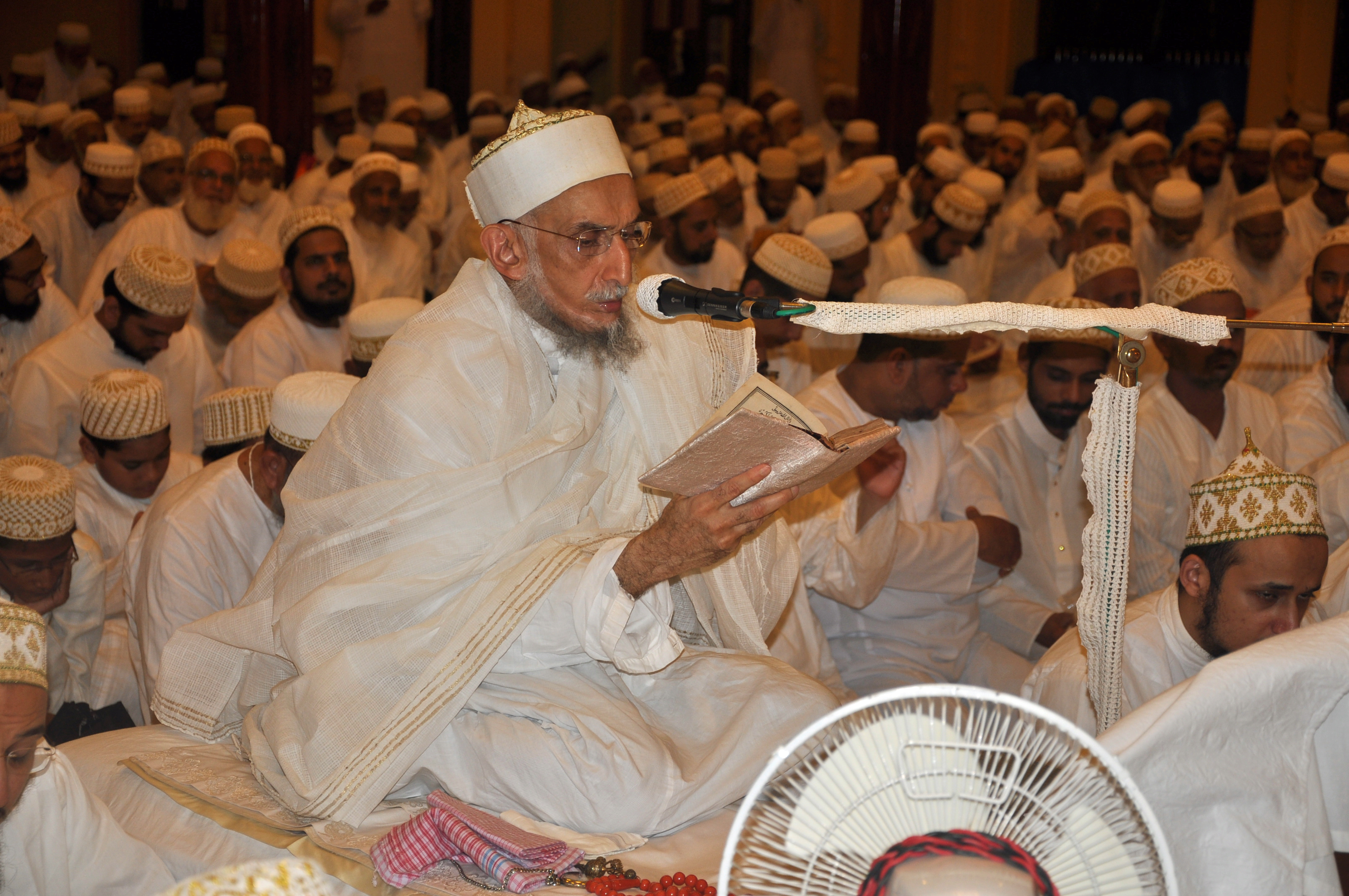
خزيمة قطب الدين في المسجد السيفي في مومباي في 23 رمضان 1432 هـ (ليلة القدر) الموافق 21 آب 2011 م

أبو طاهر خزيمة قطب الدين (5 حزيران 1940  –  30 آذار 2016 م) كان ابن الداعي المطلق الحادي والخمسين، والأخ غير الشقيق للداعي الثاني والخمسين، ومأذون من البهرة الداودية، وهي جماعة فرعية ضمن المستعلية، فرع الشيعة الإسماعيلية من الإسلام. عُيّن قطب الدين مأذونًا من الداعي المطلق محمد برهان الدين في عام 1965 م.
قطب الدين، الأخ غير الشقيق لسيدنا محمد برهان الدين والمطالب المنافس بلقب الداع المطلق، ادعى أن أخاه غير الشقيق عيّنه وريثًا في عام 1965 م بينما منحه لقب "مأذون". وعلى النقيض من هذا الادعاء، ادعى مفضل سيف الدين نجل الراحل برهان الدين أن والده أعلن "النص" (الخلافة) عليه في لندن في 4 حزيران 2011 م، ومرات عديدة من قبل. في 23 نيسان 2024 م، رفضت المحكمة العليا في بومباي الدعوى التي تطعن في منصب مفضل سيف الدين باعتباره الداع المطلق الثالث والخمسين لطائفة البهرة الداودية. رفضت المحكمة ادعاء طاهر فخر الدين (ابن خزيمة قطب الدين) وأيدت مفضل بصفته الداعي المطلق.

## الحياة الشخصية
هو الابن الحادي عشر للداعي المطلق طاهر سيف الدين الحادي والخمسين. تُوفي قطب الدين في 30 آذار 2016 م في كاليفورنيا.

## طالع أيضًا
- الإسماعيلية
- الفاطميون

## روابط خارجية
- الموقع الرسمي